# Wilhelm Blum (Philologe)
Wilhelm Blum (* 30. September 1943 in München; † 12. Dezember 2023 in München) war ein deutscher Altphilologe, Autor und Pädagoge.

## Leben
Wilhelm Blum war Gymnasiast am Kolleg St. Blasien in den Jahren 1953 bis 1959. Das Abitur absolvierte Blum in München 1962. Er studierte Klassische Philologie, Philosophie und Geschichte an der Ludwig-Maximilians-Universität München. Im Jahr 1969 wurde Blum promoviert. Die Assessorprüfung erfolgte im Jahr 1971. Daraufhin war er von 1971 bis 1973 wissenschaftlicher Mitarbeiter bei Pater Thomas Michels am 1961 von diesem gegründeten Internationalen Forschungszentrum IFZ in Salzburg. Anschließend war Blum Dozent für Politikwissenschaft an der Universität Regensburg. Blum war an weiteren Universitäten, als Gymnasiallehrer (seit 1992 bis zu seiner Emeritierung im Jahr 2010 am Maximiliansgymnasium in München) und später auch in der Erwachsenenbildung tätig. 
Als Lehrer unterrichtete Blum Griechisch, Latein, Geschichte und Philosophie.
Blum war Autor zahlreicher Schriften zu altphilologischen, philosophischen, geistesgeschichtlichen und (kultur-)historischen Themen.

## Schriften (Auswahl)
- mit Helmut P. Gaisbauer und Clemens Sedmak: Subsidiarität. Tragendes Prinzip menschlichen Zusammenlebens. Verlag Friedrich Pustet, Regensburg 2021, ISBN 978-3-7917-3243-5.
- Tyrannentötung – Eine Textsammlung. Herbert Utz Verlag, München 2017, ISBN 978-3-8316-4589-3.
- Letzte Worte. Aisthesis Verlag, Bielefeld 2007, ISBN 978-3-89528-601-8.
- mit Walter Seitter: Georgios Gemistos Plethon (1355–1452). Reformpolitiker, Philosoph, Verehrer der alten Götter. Diaphanes Verlag, Zürich 2005, ISBN 3-935300-98-0.
- Höhlengleichnisse – Thema mit Variationen. Aisthesis Verlag, Bielefeld 2004, ISBN 3-89528-448-3.
- Humanistische Reisen. Herbert Utz Verlag, München 2002, ISBN 3-8316-0110-0.
- Curiosi und regendarii. Untersuchungen zur geheimen Staatspolizei der Spätantike, Dissertation München, Bonn, Habelt, 1969.

## Mitgliedschaften (Auswahl)
- Elisabeth–J.–Saal-Stiftung zur Förderung der humanistischen Bildung in Bayern
- Internationales Forschungszentrum für soziale und ethische Fragen (ifz)